# Duby u Panské louky
Duby u Panské louky jsou památné stromy, alej dubů letních (Quercus robur) v Doupovských horách v Přírodním parku Stráž nad Ohří.
Osm dubů vysazených do tvaru písmene „L“ roste v nadmořské výšce 415 m nad pravým břehem Osvinovského potoka na louce u silničky pod hradem v osadě Horní Hrad, části obce Krásný Les v okrese Karlovy Vary v Karlovarském kraji. Skupina stromů vytváří estetický prvek romantického podhradí.
Nejvyšším a nejmohutnějším je krajní strom směrem k Osvinovskému potoku. Jeho koruna sahá do výšky 25 m, obvod kmene měří 380 cm (měření 2010).
Stromy v aleji jsou chráněny od roku 1986 jako krajinné dominanty.

## Stromy v okolí
- Jasan u kovárny
- Břek u Horního hradu
- Buk k Osvinovu